# Большое Нагаткино
Большо́е Нага́ткино — село Цильнинского района Ульяновской области. Административный центр Большенагаткинского сельского поселения.

## История
В 1675 году на реке Бирюч курмышанину Степану Степановичу Нагаткину правительством было отведено 70 четвертей земли (105 десятин). Здесь он поселил людей — 6 дворов, в которых было 23 жителя, а деревню назвал Нагаткина.   
В 1696 году он выменял у соседнего помещика Павла Тропченинова 10 четвертей земли, а в 1719 году к нему перешло ещё 74 четверти земли с небольшим количеством крестьян.   
В 1742 году после смерти Ивана Герасимовича Нагаткина — последнего из рода Нагаткиных, имение перешло к его дочери, замужней за Плешеевым.   
В 1780 году село Богородское Нагаткино вошло в состав Симбирского уезда Симбирского наместничества.
В 1802 году Нагаткино, в котором проживало около 350 крестьян и было 3,5 тысячи десятин земли, перешло к помещику Кроткову, который в 1809 году продал дворянке Авдотье Ивановне Беликовой. В 1841 году Нагаткино было поделено между её детьми: сын получил западную часть села (80 дворов), а сестра, Мария Денисовна — восточную (72 двора). Граница проходила по улице, которая сейчас называется ул. Мира.  
Храм каменный, построен в 1809 году госпожою Беляковой; ремонтирован в 1868, 1877, 1883 и 1896 гг. Престолов три: главный (холодный) — в честь иконы Божьей Матери, «радости всех скорбящих» (икона чудотворная), в приделах (тёплых) — в честь Казанской иконы Божьей Матери и во имя Святителя и Чудотворца Николая.    
С 1899 года в с. Большом Нагаткине нач. земская школа и церк.- приход. попечительство.   

### Советское время
10 декабря 1929 году образовался колхоз, это был первый колхоз во всём Ульяновском районе.  
24 января 1930 года, в память о В.И. Ленина, председатель колхоза А. А. Домогатский предложил назвать колхоз «Память Ильича».  
В 1935 году районный центр из села Богдашкино переведено в село Большое Нагаткино.  
В декабре 1962 года Богдашкинский район был упразднён и он вошёл в состав Ульяновского района.  
3 ноября 1965 года район опять был восстановлен с райцентром в Большом Нагаткино, но поменял название на Цильнинский район.  
В декабре 1965 года построен Дом культуры. Заложен сквер на площади Революции с памятником погибшим войнам села.   
В июне 1968 года пущен в эксплуатацию первый двухэтажный жилой дом, а в августе — второй дом.  
В сентябре 1971 года открылась первая школа на 640 мест.  

### Новое время
С 29 мая 2005 года Большое Нагаткино стало административным центром Большенагаткинского сельского поселения.

## Население
| 1959 | 1970  | 1979  | 1989  | 2002  | 2010  | 2021  |
| ---- | ----- | ----- | ----- | ----- | ----- | ----- |
| 1685 | ↗1921 | ↗3520 | ↗5101 | ↗5235 | ↗5462 | ↘4942 |

## Этимология
От чувашского названия оврага "Нохат çырми" (диал. Нухăт çырми), слово "нухăт" - "бобовник", оно видимо происходит от нахат, он же нахуд. Так же есть версия что от чувашского "накаткă" а оно происходит от русского "рогатка" и "ногат" - Рукав реки. Обращалось внимание на общность корня названия Ногат, русского термина отнога и польского odnoga – «рукав реки». В. Н. Топоров сравнивает эти названия с прусским Nogothin, что позволяет предположить балтское происхождение. 

## Известные уроженцы
- Любавин, Василий Александрович — Герой Советского Союза.
- Чебанов, Анатолий Сафронович — чувашский драматург, поэт, прозаик и публицист, зоотехник, жил и работал в Большое Нагаткино.

## Достопримечательности
- Вечный огонь с мемориалом (1968)[12].

## Инфраструктура
Действует Большенагаткинский техникум технологии и сервиса.

## Транспорт
В селе нет внутригородского транспорта, но есть автовокзал.
С автовокзала выезжают в Ульяновск, Верхние Тимерсяны, Богдашкино, Русская Цильна, Степная Репьёвка и в Новые Алгаши.

## Религия
- Церковь иконы Божией Матери «Всех скорбящих Радость»

- 3 сентября 2016 года в селе состоялось торжественное открытие мечети. Необходимость в таком культовом сооружении обусловлена тем, что жители небольших населенных пунктов в округе исповедуют ислам. Трудности в возведении мечети были связаны с преодолением сопротивления его противников и недостаточным финансированием, основная часть которого — частные пожертвования[14].